# Cacho de la Cruz
Arturo «Cacho» de la Cruz Feliciani (Buenos Aires, 8 de mayo de 1937) es un comediante, actor, presentador, productor y músico argentino-uruguayo, que desarrolló casi toda su carrera artística en Uruguay.

## Biografía
Hijo de madre inmigrante italiana y de padre inmigrante marroquí (cuyo apellido original era "de la Croix").
Estudió dibujo publicitario, radio y bellas artes. 
A los 17 años comenzó a trabajar en imprenta, técnica publicitaria y fotograbados. 
Poco tiempo después hizo sus primeras armas artísticas con shows en clubes. Luego de recibido, empezó a trabajar en el recientemente inaugurado Canal 7 de Argentina con Jaime Yankelevich. 
Allí hizo Las tardes del conejito, junto a una serie de personalidades que luego se harían famosas.
Estuvo casado en primeras nupcias con Hada Helena Reffino (Titina). De esta relación nacieron Daniella, Rodrigo y Maximiliano. 
De su segundo matrimonio con Laura Martínez nació Santiago. 
Es abuelo de María Belén y Lucía (hijas de Daniella y su esposo Eduardo), Candelaria y Santino (hijos de Maximiliano) Juana y Rocío de la Cruz (hijas de Rodrigo de la Cruz y su esposa Andrea Delfino).
En 2009 se anuncia en la prensa su separación sentimental con Laura Martínez, aunque siguieron trabajando juntos haciendo "Cacho Bochinche" hasta el final del ciclo en 2010.

## Actividad en la televisión
A los 20 años emigró a Uruguay en busca de las oportunidades que no encontraba en su país. 
El 2 de mayo de 1962 estrenó como coconductor, junto a Alejandro Trotta, del programa El show del mediodía en Canal 12.
En 1973 agregó, también en Canal 12, la conducción de un programa para niños llamado Cacho Bochinche, uno de los programas infantiles más antiguos.
Sobrevivió a propuestas similares nacionales y extranjeras, tales como el Show de Xuxa (1991-1993), producido en Argentina, y el peruano Nubeluz (1990-1994). 
Por este programa desfilaron personajes muy recordados como el payaso Pelusita, el enano Fermín, Taraleti y Bobalinda, El tío Víctor y sus marionetas, Las Chinchín, el Loro Bocón y Ultratón.
También estuvo al frente de dos ciclos televisivos, uno de ellos, Sipi Nopo, considerado el único programa de la época en regalar lingotes de oro y además un automóvil cada semana, contando con la presencia de la actriz argentina Susana Traverso como coconductora, más tarde, llegó Ayer te vi, un ciclo que recordó lo mejor de la televisión uruguaya en su historia.
En 2009 realizó un nuevo show dominical reemplazando al clásico "Show del Mediodía", denominado "Parque Jurásico", que se emitió los domingos entre julio y diciembre, habiendo obtenido un índice de audiencia inusual para su horario, superando los 12 puntos de índice de audiencia, teniendo en cuenta que lo máximo en audiencia en la televisión uruguaya son entre 14 y 18 puntos, que los tenía Showmatch. 
En 2010 retornó con los programas "Cacho Bochinche", siendo esta su última temporada, y "La Cantina de Chichita" El programa "Parque Jurásico" dejó de emitirse, debido a la gran inversión económica que llevó realizarlo, pero un segmento fue transformado en el programa "Cantando en la Oficina", que lo llevaron adelante Lucila Rada y Maximiliano de la Cruz.
En marzo de 2011 los medios anunciaron el cierre definitivo del ciclo infantil "Cacho Bochinche" habiendo permanecido al aire casi 40 años.
A sus 74 años, Cacho y la producción de Canal 12 decidieron no emitir el ciclo "La Cantina de Chichita", siendo el 2010 el último año para el humorista en lo que respecta a la televisión, debido a un inconveniente de salud. 
Se había anunciado su retorno a la pantalla desde 2012 con un nuevo ciclo de entretenimiento, pero dicha vuelta se vio frustrada, por lo que el Cacho ha decidido en acuerdo con Canal 12, cerrar definitivamente su carrera artística realizando la conducción del programa especial "América celebra a Chespirito", representando a Uruguay junto a Maxi de la Cruz y Osvaldo Laport.
En 2012, en el marco de los 50 años de Teledoce, el canal donde hizo toda su carrera televisiva en Uruguay, le realizó un merecido homenaje dentro del ciclo Décadas conducido por Victoria Rodríguez y su gran amigo y compañero de elenco de El Show del Mediodía en sus inicios, Rubén Rada.

## Actividad como músico
Como músico, integró el grupo Los Hot Blowers, junto a Rubén el Negro Rada y los hermanos Hugo (1943-) y Osvaldo Fattoruso (1948-2012), entre otros. 
Ha grabado diversos álbumes con canciones para niños y actuó en obras teatrales, también dirigidas al público infantil.

## Premios y reconocimientos
En octubre de 2003 la Administración Nacional de Correos emitió un sello conmemorativo de los 30 años del programa "Cacho Bochinche". Se hizo una tirada de 15.000 ejemplares y el valor del sello fue de 14 pesos uruguayos.
En agosto de 2008 Canal 12 le rindió un homenaje por sus 46 años de televisión, bautizando con su nombre al "Estudio A" de la emisora. En dicho año se dio por finalizado el longevo ciclo de "El Show del Mediodía" habiendo permanecido por más de 40 años al aire en sus diferentes formatos televisivos.
En noviembre del 2009 recibió un reconocimiento por su trayectoria en la Fiesta de la Prensa. El momento que generó mayor expectativa fue cuando su exesposa le otorgó dicho galardón.
En mayo del 2011 fue reconocido y premiado por su trayectoria en el espectáculo nacional con un Premio Iris.
En 2022 se publicó un libro con la historia de su vida escrito por Joaquín Doldán llamado "Todo es mentira".
En septiembre del 2022 se produce su vuelta a los medios, pero en esta oportunidad en Radio Universal con un ciclo denominado "Un Cacho de Radio" junto a Joaquín Doldán.
En 2023, recibió la Plaqueta Virgen del Pintado a la trayectoria otorgada por la Iglesia Católica del Uruguay.
El 24 de febrero de 2024 fue declarado "Ciudadano Ilustre de Montevideo".
En diciembre de 2024 vuelve a los escenarios teatrales después de casi 15 años con el espectáculo "Un Cacho de Teatro", donde también tiene una participación su exesposa y compañera artística Laura Martínez, quien además oficia como productora del mismo.

## Televisión
| Fecha     | Programa                 | Cadena   |
| --------- | ------------------------ | -------- |
| 1962-2008 | El show del mediodía     | Teledoce |
| 1966-1970 | Las tardes del conejito  | Canal 7  |
| 1971-1974 | La tuerca                |          |
| 1973-2010 | Cacho Bochinche          | Teledoce |
| 1978-1981 | Telematch                | Teledoce |
| 1979-1983 | Polémica en el bar       | Canal 13 |
| 1987      | No toca botón            | Teleonce |
| 1987-2001 | Plop!                    | Teledoce |
|           | Loquilandia              |          |
| 1996-2010 | La Cantina de Chichita   | Teledoce |
| 1998      | Sipi Nopo                | Teledoce |
| 1999-2000 | Petardos                 |          |
|           | El Castillo de la suerte | Teledoce |
|           | Hacemos el humor         | Teledoce |
| 2004      | Humor a las brazas       | Teledoce |
| 2004      | Ayer te vi               | Teledoce |
| 2009      | Parque Jurásico          | Teledoce |

## Teatro
- Boeing Boeing. Teatro Stella junto a Ricardo Espalter y Eduardo D'Angelo.
- Chichita (teatro para adultos) Radio City Music Hall- . Con Laura Martínez y otros.
- Llegó la tía Chichita. Teatro del Círculo
- Adelante mi coronel. Teatro del Círculo
- Sobretodo junto a Graciela Rodríguez, Ricardo Espalter.
- Radio City Music Hall para adultos - con Laura Martínez.
- Humorum Uruguayensis. Teatro Stella junto a Julio Frade, Eduardo D'Angelo, Laura Sánchez, y Ricardo Espalter
- Cacho Bochinche en familia. Teatro del Círculo
- Buscando a Dino. Teatro Movie Center
- Bailando por un reino (con elenco de Cacho Bochinche). Teatro Movie Center
- Hot Blowers y Chicago Stompers, el reencuentro - Raddison Victoria Plaza (Diciembre, 2003).
- Un cuento fantástico (con elenco de Cacho Bochinche). Teatro Movie Center
- Hagan Ruido ( con elenco de Cacho Bochinche). Teatro Stella
- Pijamas junto a Eduardo D'Angelo, Graciela Rodríguez y Laura Martínez Dirección: Hugo Blandamuro.

## Personajes

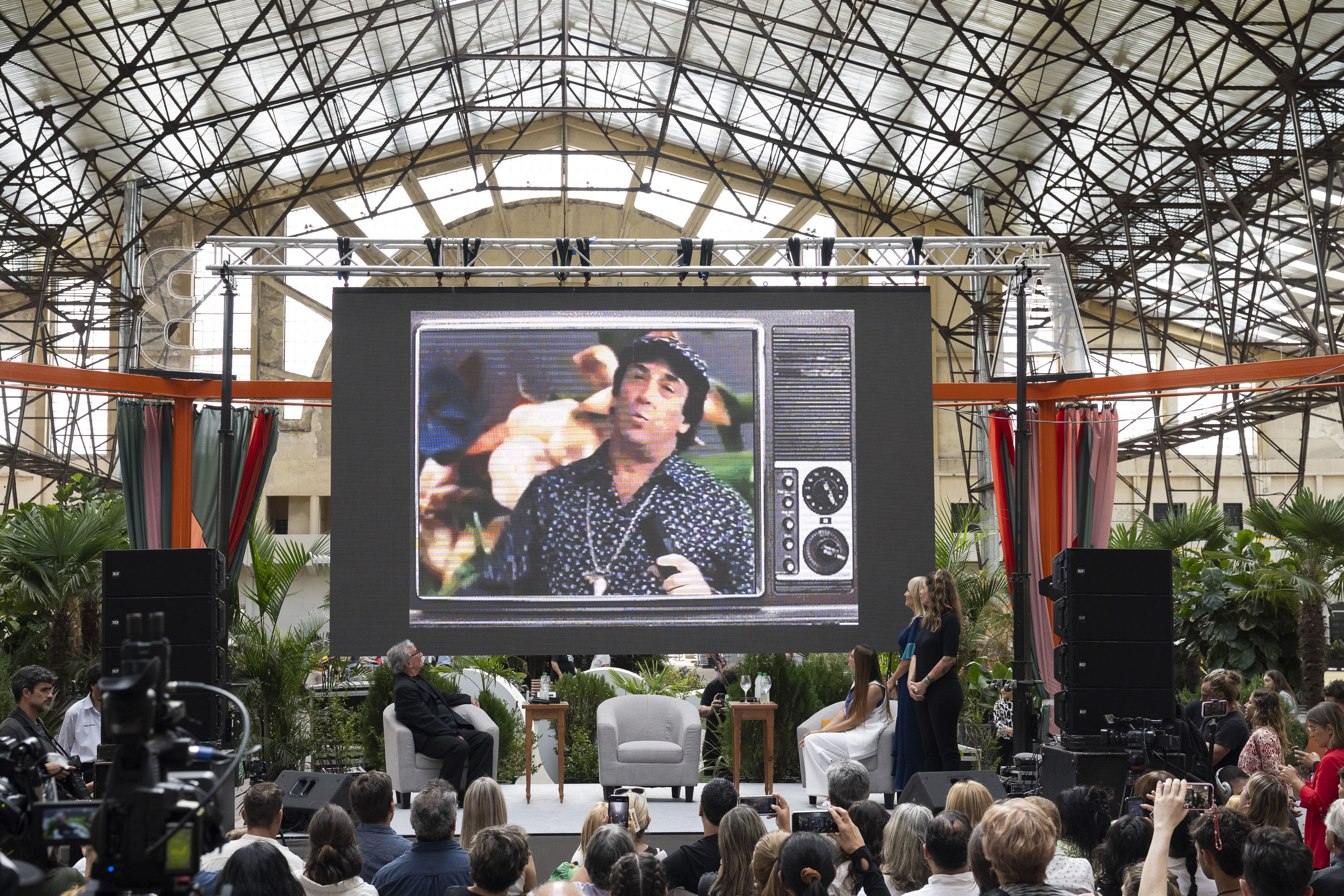
Cacho de la Cruz como Cacho bochinche.

- Cacho Bochinche (conductor del programa Cacho Bochinche)
- Chichita (conductor (a) del bloque, Almorzando con Chichita)
- Kung Fu Ni Fa (personaje de Telecachada)
- Pinocho (personaje de Telecachada)
- Julio Pedemonte (personaje de Sketch, donde hacia de camarógrafo tonto)
- François Sapeau (personaje de Sketch, donde hacia de bailarín de Ballet, devenido en Changador)
- Ulises el Infalible (personaje dentro del Programa El Castillo de la Suerte)
- El Mago (personaje de Sketch, que hacia trucos que siempre salían mal, haciendo su cortina musical con la boca)
- Super Cacho (bloque de superhéroe en el programa Cacho Bochinche)
- Blancanieves (personaje de Telecachada: Blancanitos y los 7 enanieves)